# Roger Vella
Roger Vella (ur. 15 stycznia 1905) – maltański piłkarz wodny, olimpijczyk.
W 1928 roku wystąpił wraz z drużyną na igrzyskach olimpijskich w Amsterdamie (były to jego jedyne igrzyska olimpijskie). Podczas tego turnieju zagrał w trzech spotkaniach. W 1/8 finału zagrał przeciwko reprezentacji Luksemburga (pierwsze spotkanie Malty na igrzyskach). Maltańczycy wygrali ten pojedynek 3–1, a Vella strzelił jedną z bramek. Dwa następne mecze Maltańczycy wysoko przegrali i nie zdobyli olimpijskich medali (odpowiednio: 0–16 z Francją i 0–10 ze Stanami Zjednoczonymi).
Prawdopodobnie zdobył tytuł mistrza Malty w 1926 roku (jako reprezentant klubu Valletta United).